# 목금보
목금보(木金父, 생몰년 미상)는 춘추시대의 인물로 공자의 천조부이다. 자는 금보(金父), 본명은 목(木), 성은 공(孔), 씨는 자(子)이다.
그는 송나라의 사마인 공보가의 아들인데, 목금보의 모후이자 공보가의 아내의 미모를 탐한 화독(華督)이 공보가를 살해하고 그의 아내를 납치하자 목금보는 도주하여 노나라의 추읍(鄒邑)에 정착한 후, 아버지를 공씨(孔氏)로 삼고 대부(大夫)의 신분으로 살았다.
1723년, 청나라의 옹정제에 의해 조성왕(肇聖王)으로 추존되었다. 목금보는 제후로 추존된 공자의 조상들 중 가장 마지막 조상으로, 목금보의 선대(先代)는 따로 추존되지 않았다.